# Leimbach (Altmorschen)
Leimbach ist ein spätestens im 16. Jahrhundert wüst gefallener Ort in der Gemarkung von Altmorschen, Gemeinde Morschen, im nordhessischen Schwalm-Eder-Kreis. 
Das Dorf ist urkundlich erstmals im Jahre 1061 als „Leinbach“ und „villa“ erwähnt und lag zwischen Altmorschen und Heinebach, etwa 2,2 km südöstlich von Altmorschen auf 179 m m über NHN in der Fuldaebene nördlich des Flusses und unmittelbar südlich der heutigen Bahnlinie Bebra–Kassel, der 1849 fertiggestellten einstigen „Friedrich-Wilhelms-Nordbahn“. In der Nähe, auf der anderen Seite der Bahnlinie und an der Bundesstraße 83, befindet sich heute ein nach der Wüstung benannter moderner Landwirtschaftshof, der Leimbachs Hof.
Das Kloster Haydau erhielt im 13. Jahrhundert durch Schenkungen erheblichen Besitz in Leimbach, 1256 durch Ekhard von Ballenhausen, 1263 durch Sophie von Brabant und 1275 und 1278 durch Landgraf Heinrich I. von Hessen. Der Ort hatte schon früh eine eigene Kirche, denn 1235 wird ein Pleban genannt. 1263 schenkte die Herzogin Sophie von Brabant, Mutter des späteren hessischen Landgrafen Heinrich I., die Kirche dem Kloster Haydau. Im Jahre 1579 wurde die inzwischen wüste Kirche im Haydauer Salbuch letztmals erwähnt.
Nach dem Ort nannte sich vermutlich ein niederadeliges Geschlecht, das 1220 bekundet ist und im 15. Jahrhundert ausstarb. Aus diesem Geschlecht stammte die erste Äbtissin des Klosters Haydau, Gertrud von Leimbach, eine Vertraute der hl. Elisabeth von Thüringen.